# Paweł Wroński
Paweł Wroński (ur. 1964 w Krakowie) – polski dziennikarz i publicysta, od 2023 rzecznik prasowy Ministerstwa Spraw Zagranicznych.

## Życiorys
Absolwent I Liceum Ogólnokształcącego w Kielcach oraz studiów historycznych na Uniwersytecie Jagiellońskim w Krakowie. W latach 80. był członkiem duszpasterstwa akademickiego „Beczka” oraz działaczem Niezależnego Zrzeszenia Studentów. Współpracował z prasą podziemną. Pracował przez rok w Instytucie Politologii UJ. Od 1990 do 2023 dziennikarz „Gazety Wyborczej”. Autor reportaży, wywiadów (głównie o tematyce historycznej). W 2005 był korespondentem w Iraku. Publikował także w takich pismach jak „Młoda Polska”, „Courrier International”, „Slovo” czy „Znak”. Prowadził również audycję Poranek w radiu Tok FM.
W grudniu 2023 został rzecznikiem prasowym Ministerstwa Spraw Zagranicznych.

## Odznaczenia
W 2012 został odznaczony przez ministra obrony narodowej Tomasza Siemoniaka Srebrnym Medalem „Za zasługi dla obronności kraju”.
W 2014 prezydent Bronisław Komorowski „za wybitne zasługi w budowaniu niezależnej prasy w Polsce, za pielęgnowanie wartości, jakie legły u podstaw polskich przemian demokratycznych, za wkład w rozwój nowoczesnej publicystyki i przestrzeganie wysokich standardów w pracy dziennikarskiej, redakcyjnej i menadżerskiej” odznaczył go Krzyżem Kawalerskim Orderu Odrodzenia Polski.